# رحیم شاه
رحیم شاه (پشتو: رحیم شاه؛ زادهٔ ۱۲ دسامبر ۱۹۷۵) خواننده پاپ اهل پاکستان است. وی از سال ۱۹۹۹ میلادی تاکنون مشغول فعالیت بوده‌است.
او عمدتاً به زبان پشتو خوانندگی می‌کند، با این حال ترانه‌هایی به زبان اردو و پنجابی نیز ساخته‌است.